# أودري رونينج توبنج
أودري رونينج توبنج (مواليد 21 مايو 1928)، هي مصورة صحفية ومخرجة أفلام وثائقية ومؤلفة كندية متخصصة في الشؤون الآسيوية. وهي زوجة المراسل الأمريكي الشهير سيمور توبنج وإبنة الدبلوماسي الكندي تشيستر رونينج.

## من مؤلفاتها
- يستيقظ الفجر في الشرق - «Dawn wakes in the East».
- روعة التبت - «The splendors of Tibet».
- مهمة الصين - «China Mission».